# Европейский театр Семилетней войны
Европейский театр военных действий Семилетней войны (1756—1763) — военные действия в Европе во время Семилетней войны.

## 1756 год: нападение на Саксонию

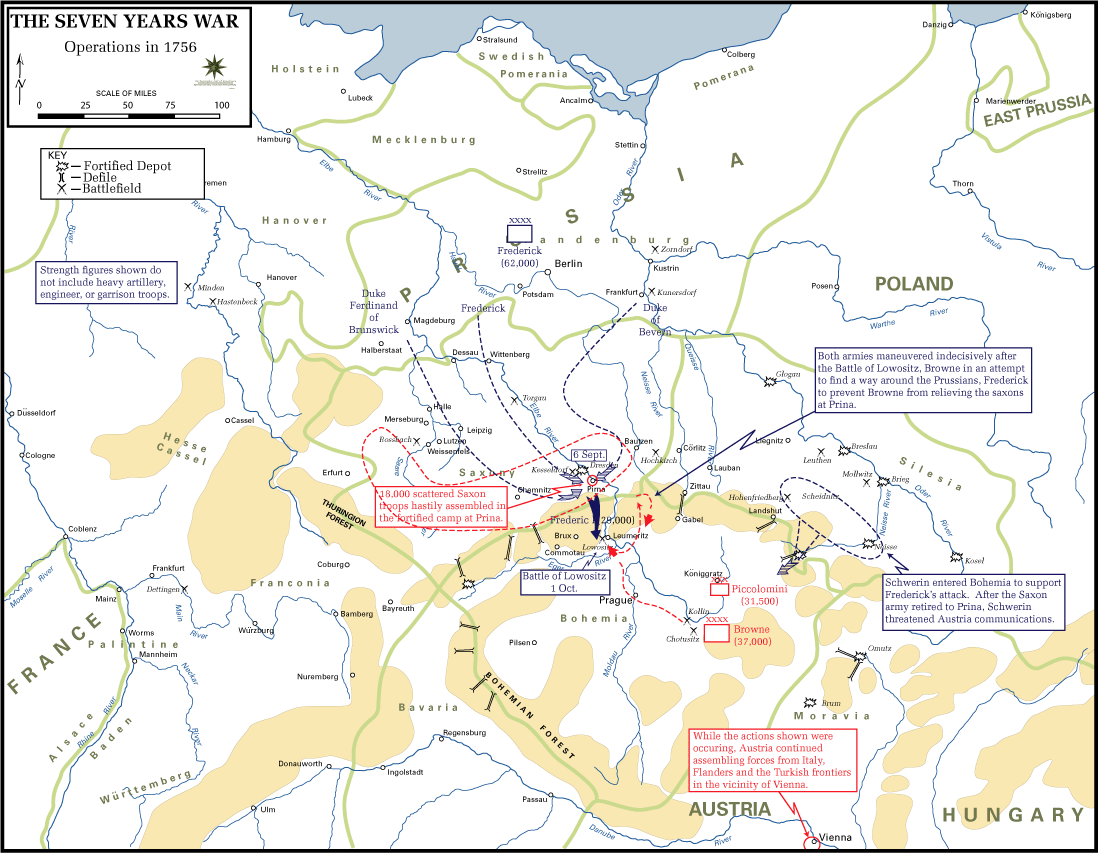
Военные действия в Европе в 1756 году

Не дожидаясь, пока противники Пруссии развернут свои силы, Фридрих II 28 августа 1756 года первым начал военные действия, внезапно вторгшись в союзную с Австрией Саксонию и оккупировав её. 1 (11) сентября 1756 года Елизавета Петровна объявила Пруссии войну. 9 сентября пруссаки окружили саксонскую армию, стоявшую лагерем под Пирной. 1 октября, шедшая на выручку саксонцам, 33,5 тысячная армия австрийского фельдмаршала Броуна была разбита при Лобозице. Оказавшись в безвыходном положении, восемнадцатитысячная армия Саксонии капитулировала 16 октября. Попавшие в плен, саксонские солдаты были силой загнаны в прусскую армию. Позднее они «отблагодарят» Фридриха, перебегая к противнику целыми батальонами.

Семилетняя война в Европе

Саксония, располагавшая вооружёнными силами размером в средний армейский корпус и, к тому же, связанная вечными неурядицами в Польше (саксонский курфюрст являлся, по совместительству, польским королём), не представляла, разумеется, никакой военной угрозы для Пруссии. Агрессия против Саксонии была вызвана намерениями Фридриха:
- использовать Саксонию как удобную операционную базу для вторжения в австрийские Богемию и Моравию, снабжение прусских войск здесь могло быть организовано по водным путям, по Эльбе и Одеру, в то время, как австрийцам пришлось бы использовать неудобные горные дороги;
- перенести войну на территорию противника, заставив его, таким образом, платить за неё и, наконец,
- использовать людские и материальные ресурсы зажиточной Саксонии для собственного усиления. Впоследствии он осуществил свой план ограбления этой страны настолько удачно, что некоторые саксонцы и поныне недолюбливают жителей Берлина и Бранденбурга.

Несмотря на это, в немецкой (не австрийской!) историографии до сих пор принято считать войну, со стороны Пруссии, оборонительной войной. Аргументация при этом такова, что война всё равно была бы начата Австрией и её союзниками, независимо от того, напал бы Фридрих на Саксонию или нет. Противники такой точки зрения возражают: война началась, не в последнюю очередь, из-за прусских завоеваний и первым её актом стала агрессия против беззащитного соседа.

## 1757 год: Битвы при Праге, Колине, Росбахе и Лейтене, Россия начинает военные действия

### Богемия, Силезия

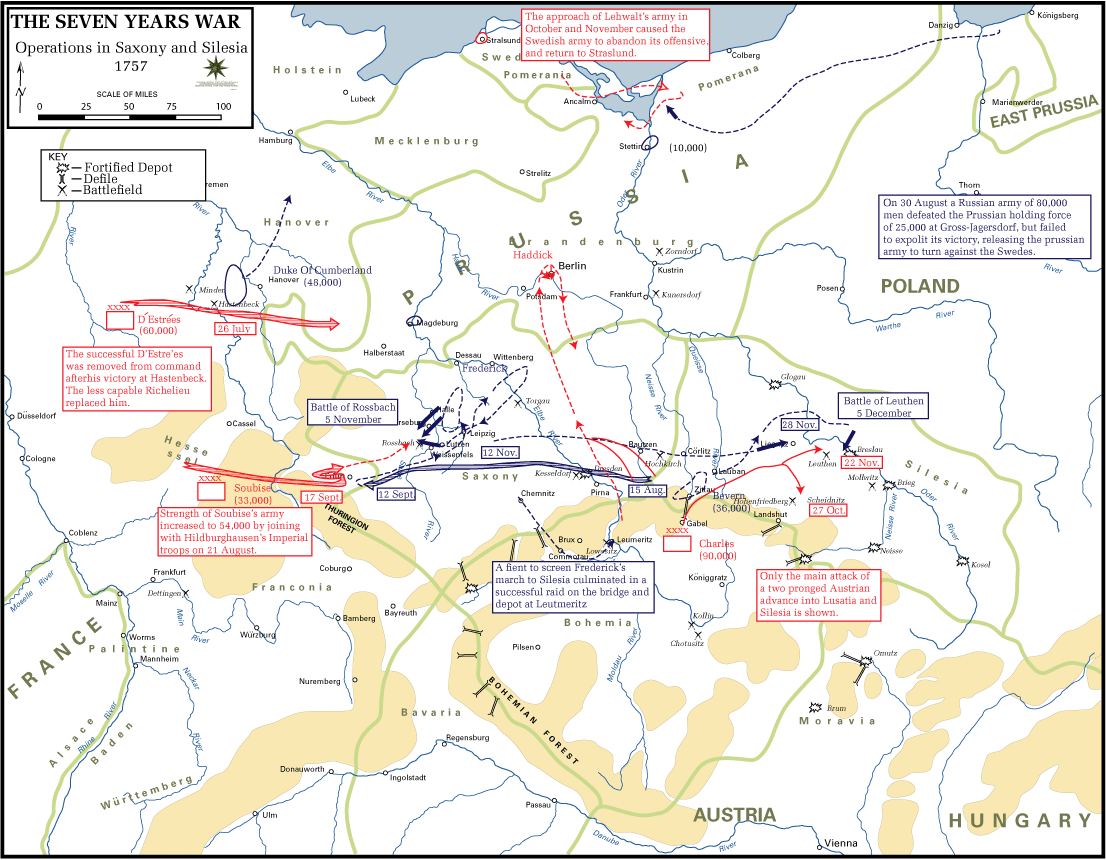
Операции в Саксонии и в Силезии в 1757 году

Усилив себя поглощением Саксонии, Фридрих, в то же время, добился и противоположного эффекта, подстегнув своих противников к активным наступательным действиям. Теперь ему ничего не оставалось, кроме, пользуясь немецким выражением, «бегства вперёд» (нем. Flucht nach vorne). Рассчитывая на то, что Франция и Россия не смогут вступить в войну раньше лета, Фридрих намеревался до этого времени разбить Австрию.
Фридрих II решился открыть кампанию в апреле. 27 апреля герцог Бевернский соединился со Шверином у Мюнхенгреца; богатые склады провианта в Юнгбунцлау достались пруссакам. Все австрийские корпуса стали отступать на Прагу, составив около неё армию в 61 тыс. человек, не считая гарнизона крепости в 13 тыс. человек Фридрих II 2 мая достиг Белой горы, оставил фельдмаршала Кейта с 30 тыс. человек на левом берегу Молдавы, дабы отрезать здесь австрийцам путь к отступлению, а сам с 20 тыс. человек переправился ниже Праги на правый берег, соединился утром 6 мая с силезской армией фельдмаршала Шверина, шедшей от Эльбы, и в тот же день дал битву (Пражская битва). Разбитая австрийская армия укрылась в Прагу, где и была осаждена пруссаками.
Однако планам блицкрига был нанесён удар: на помощь осажденным пришла 54-тысячная австрийская армия под командованием фельдмаршала Л. Дауна. 18 июня 1757 года в окрестностях города Колин 34-тысячная армия пруссаков вступила в бой с австрийцами. Фридрих II проиграл этот бой, потеряв 14 000 человек и 45 орудий. Тяжёлое поражение не только разрушило миф о непобедимости прусского полководца, но и, что важнее, заставило Фридриха II снять блокаду Праги и поспешно отступить в Саксонию. Вскоре, возникшая в Тюрингии, со стороны французов и Имперской армии («цесарцев»), угроза вынуждает его отбыть туда с основными силами. Имея с этого момента значительное численное превосходство, австрийцы одерживают ряд побед над генералами Фридриха (при Мойсе 7 сентября, при Бреслау 22 ноября), в их руках оказываются ключевые силезские крепости Швейдниц (ныне Свидница, Польша) и Бреслау (ныне Вроцлав, Польша). В октябре 1757 года австрийскому генералу Хадику удается внезапным налётом летучего отряда на короткое время захватить столицу Пруссии, город Берлин. Отведя угрозу со стороны французов и «цесарцев», Фридрих II перебросил сорокатысячную армию в Силезию и 5 декабря одержал решительную победу над австрийской армией при Лейтене. В результате этой победы было восстановлено существовавшее в начале года положение и вновь занял Бреслау. Таким образом, итогом кампании стала «боевая ничья».

### Средняя Германия
Весной 1757 года в войну вступила Франция, армия которой, по традиции, считалась тогда лучшей в Европе (в итоге Семилетней войны её слава сильно померкнет). В апреле 70 000 французов под командованием маршала д’Эстре заняли Гессен-Кассель и, затем, Ганновер, принудили 26 июля герцога Кумберландского отступить с поля битвы при Гастенбеке и вслед за ганноверцами двигалась в герцогство Бременское. Герцог Кумберландский, оттесненный герцогом Ришельё (сменившим д’Эстрэ) к Штаде, при посредничестве Дании заключил 8 сентября конвенцию в Клостер-Цевене, положившую конец сопротивлению Ганновера; но британский король (и курфюрст Ганновера) Георг II отказался ратифицировать эту конвенцию.
Имперская армия (33 тыс. человек под начальством герцога Саксен-Гильдбургсгаузенского) двигалась к Эрфурту, французская армия под командованием принца Шарля де Субиза (20—24 тыс. человек) достигла Эйзенаха. Фридрих II выдвинул против неё свои главные силы. 5 ноября в окрестностях села Росбах прусская армия численностью 22 000 человек внезапным ударом наголову разгромила французов. Имперцы ушли за Майн; Субиз отступил к Нордхаузену, где его ждало подкрепление.

### Восточная Пруссия

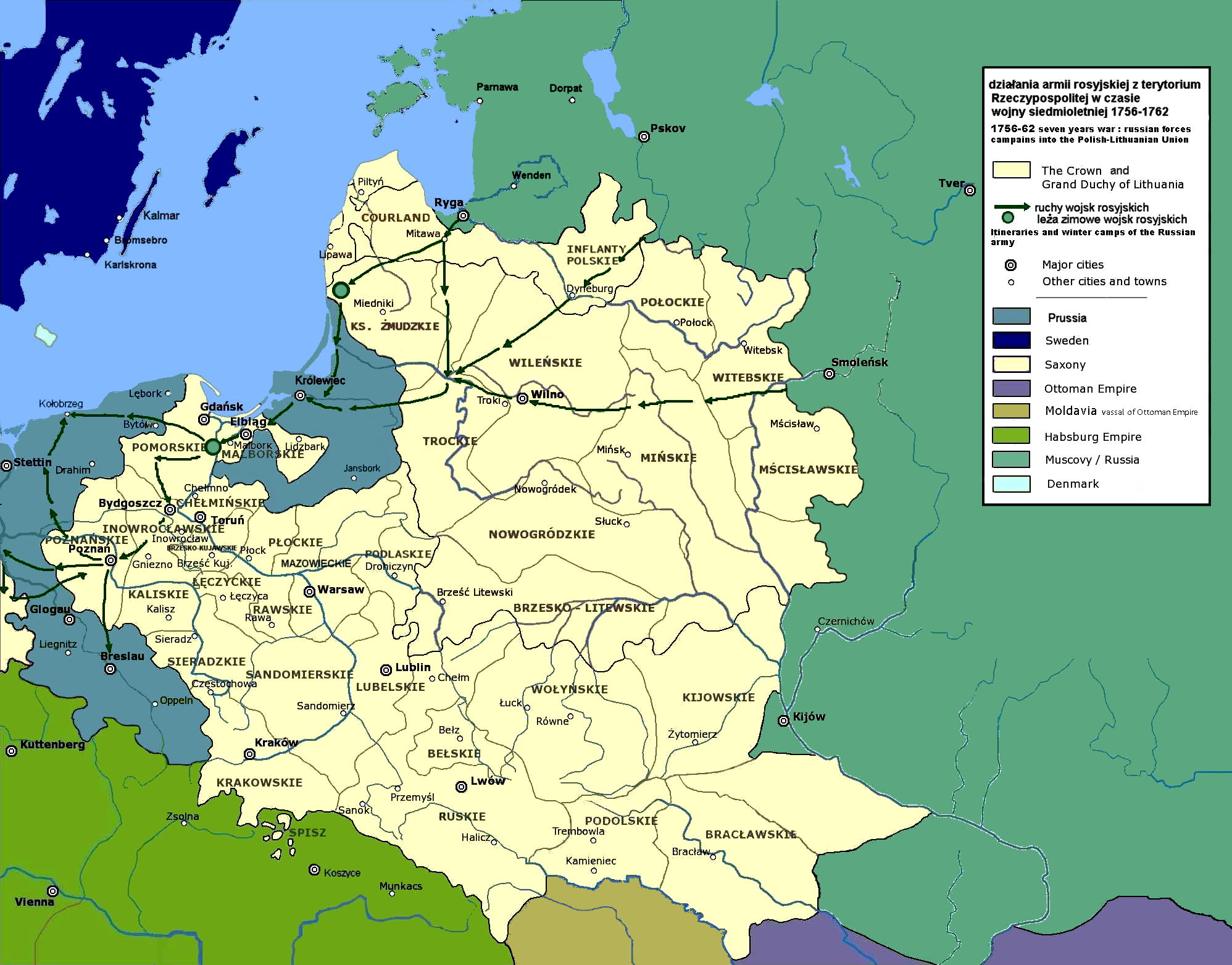
Наступление русских в 1757—1761

Летом 1757 года боевые действия начала Россия. Её армия под командованием 54-летнего фельдмаршала С. Ф. Апраксина и в составе 65 000 солдат, включая большое количество казаков и калмыков, прибыла в Курляндию, не получив от руководства конкретных указаний. Поскольку и сам Апраксин всячески старался не предпринимать никаких резких шагов, то армия находилась в подвешенном состоянии. Наконец, фельдмаршал получил приказ действовать в Восточной Пруссии. Поход был начат в мае 1757 года, но перейти прусскую границу Апраксин решился только в середине июля. Военные действия развивались для России успешно: корпус генерала Виллима Фермора при помощи Балтийского Флота взял Мемель, а первое серьёзное столкновение основной русской армии с пруссаками при Гросс-Егерсдорфе завершилось решительной победой русского оружия (несмотря на то, что пруссаки неожиданно напали на русскую армию на марше, они были вскоре опрокинуты). Однако, 7 (17) сентября на военном совете армии было решено отступить из Восточной Пруссии, по слухам, Апраксин боялся, что тяжело больную в то время Елизавету со дня на день может сменить на престоле Пётр III, известный своей любовью к Пруссии и её порядкам. Сам Апраксин оправдывал своё отступление следующим образом:
Суровость времени и недостаток в здешней земле провианта и фуража, равно как изнуренная совсем кавалерия и изнемогшая пехота, суть важнейшими причинами, кои меня побудили, для соблюдения вверенной мне армии, принять резолюцию чрез реку Неман перебраться и к своим границам приближиться. Сие самое препятствием было над побежденным неприятелем дальнейшие прогрессы производить. … нашед … многие главнейшие и человеческим разумом непреодолимые препятствия от рановременных по здешнему климату ненастей и морозов и не могучи воли Божией противиться, с наичувствительнейшим моим и всего генералитета сокрушением, не в сходство высочайшую вашего величества намерения и в противность нашего искреннейшего желания поступить и сие к границам приближение за лучший к соблюдению армии способ тем паче избрать принужден был, что, удержав Тильзит и реку Неман, також, расположа армию в сей завоеванной Пруссии, так от недостатка провианта и фуража, как и от разделения по частям армии для сбережения завоеванных мест конечная погибель всему войску нанесена была б
Русская армия отошла из Восточной Пруссии обратно в Курляндию. Однако Елизавета Петровна вскоре выздоровела, а 16 (27) октября 1757 года генерал-фельдмаршал Апраксин был снят с должности главнокомандующего, отозван в Петербург и арестован (6 (17) августа 1758 г. умер в тюрьме).

### Побережье Балтийского моря
Швеция, также воюющая против Пруссии, занимает в 1757 году ряд небольших, слабо защищённых городов в Померании. Переброшенный сюда после ухода русских из Восточной Пруссии фельдмаршал Левальд, командовавший прусскими войсками в битве при Гросс-Егерсдорфе, быстро восстановлил положение, шведы были осаждены в Штральзунде.

## 1758 год: Битвы при Цорндорфе и Хохкирхе не приносят решающего успеха ни одной из сторон

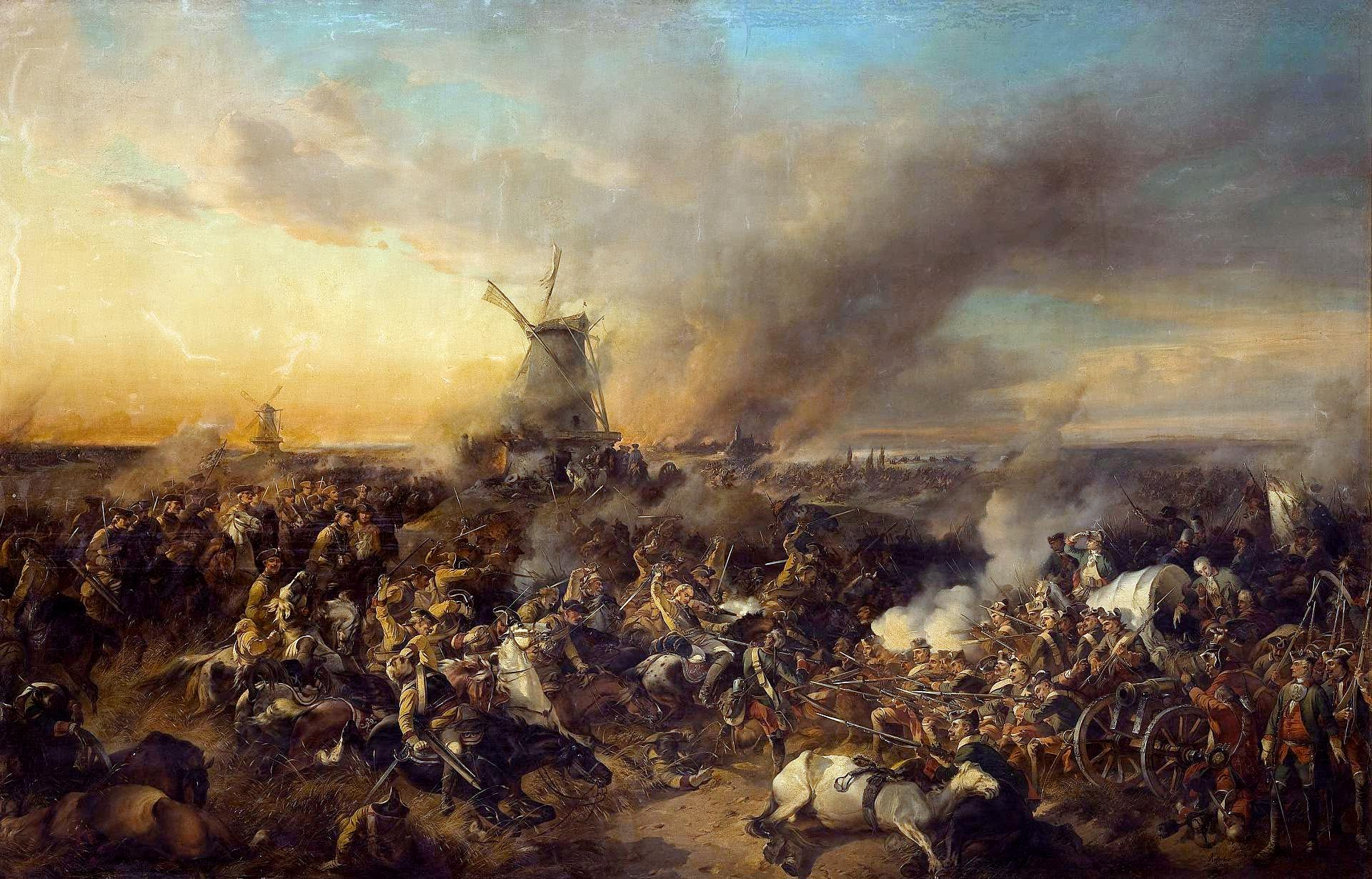
А. Коцебу. «Цорндорфское сражение» (1852)

Для кампании 1758 года герцог Ришельё был заменен графом Клермоном, герцог Кумберландский — принцем Фердинандом Брауншвейгским. Принц Фердинанд отнял у французов Бремен и Минден, вытеснил их из Ганновера и принудил уйти (к апрелю) за Рейн. Главное начальство над австрийскими войсками императрица Мария-Терезия передала фельдмаршалу Дауну.
Фридрих II в 1758 году также решил открыть кампанию наступлением, но из Верхней Силезии, чтобы перенести войну в Моравию. 4 мая он был уже на дороге из Богемии в Ольмюц и этим отрезал Дауна от этой крепости; с конца мая началась осада Ольмюца, но по недостатку боевых припасов пришлось прекратить её.
Новым главнокомандующим русских стал генерал-аншеф Виллим Фермор, прославившийся взятием Мемеля в предыдущую кампанию. В начале 1758 года он занял, не встречая сопротивления, всю Восточную Пруссию, включая её столицу, город Кенигсберг, направившись затем в сторону Бранденбурга. В августе он осадил Кюстрин — ключевую крепость на пути к Берлину. Фридрих незамедлительно двинулся к нему навстречу. Сражение произошло 14 августа у деревни Цорндорф и отличалось потрясающим кровопролитием. У русских насчитывалось в армии 42 000 солдат при 240 орудиях, а у Фридриха 33 000 солдат при 116 орудиях. Битва выявила несколько больших проблем в русской армии — недостаточное взаимодействие отдельных частей, слабую моральную подготовку обсервационного корпуса (т. н. «шуваловцев»), наконец, поставило под сомнение компетентность самого главнокомандующего. В критический момент боя Фермор оставил армию, некоторое время не руководил ходом боя и появился лишь к развязке. Клаузевиц назвал позже Цорндорфское сражение самым странным сражением Семилетней войны, имея в виду его хаотичный, непредсказуемый ход. Начавшись «по правилам», оно вылилось в итоге в большую резню, распавшись на множество отдельных схваток, в которых русские солдаты показали непревзойдённое упорство, по словам Фридриха, их мало было убить, нужно было ещё и повалить. Обе стороны дрались до полного изнеможения и понесли огромные потери. Русская армия потеряла 16 000 человек, пруссаки 11 000. Противники ночевали на поле боя, на следующий день Фермор первым увёл свои войска, дав, тем самым, повод Фридриху приписать победу себе. Однако, преследовать русских он не решился. Русские войска отошли к Висле. Генерал Пальмбах, посланный Фермором осаждать Кольберг, долго простоял под стенами крепости, так ничего и не совершив.
В отсутствие короля Даун думал было, соединившись с имперской армией на Эльбе, раздавить принца Генриха, но 11 сентября Фридрих II был уже в Дрездене и 26 сентября двинулся на Бишофсверду и Бауцен, чтобы отрезать сообщения Дауна с Богемией. 14 октября Даун атаковал Фридриха в лагере у Гохкирха. Фридрих II был разбит, но в порядке перевел свою армию на высоты у Бауцена, в новый лагерь; старый достался австрийцам. Победив в сражении, австрийский командующий Даун увёл свои войска обратно в Богемию.
Между тем принц Фердинанд Брауншвейгский разбил 23 июня французскую армию Клермона при Крефельде; но, когда Клермона сменил Контад, принц вернулся в начале августа на правый берег Рейна, так как вторая французская армия Субиза двигалась через Гессен, чтобы отрезать ему отступление. 10 октября Субиз победой при Луттернберге (близ Касселя) над корпусом гессенцев и ганноверцев заслужил себе маршальский жезл. Однако Фердинанд всё-таки занял выгодную позицию у Зёста и помешал как движению Субиза на Ганновер, так и соединению обеих армий. Субиз расположился на зимние квартиры на Майне, Контад — на левом берегу Рейна.
В целом, хотя кампания 1758 года и завершилась для пруссаков более или менее удачно, она дополнительно ослабила прусские войска, понёсшие за три года войны значительные, для Фридриха невосполнимые, потери: с 1756 по 1758 год он потерял, не считая попавших в плен, 43 генерала убитыми или умершими от полученных в сражениях ран, среди них, лучших своих военачальников, таких, как Кейт, Винтерфельд, Шверин, Мориц фон Дессау и других.

## 1759 год: Разгром Пруссии при Кунерсдорфе, «чудо Бранденбургского дома»
После трёх наступательных кампаний Фридрих II решился держаться в 1759 г. стратегической обороны, не избегая при случае отдельных битв с надвигающимися врагами. Победа над австрийцами в Силезии стала для Фридриха II предварительным условием всякого наступления.
В марте 1759 года австрийское войско собралось в Мюнхенгреце; целью военных операций была избрана Силезия. Французы рассчитывали вновь завоевать линию Везера; на Майне начальство принял герцог Брольи, на Рейне — маркиз Контад. У пруссаков фельдмаршал Левальдт был заменен графом Дона, которому был дан в советники генерал Воберснов. Чтобы спутать все планы врагов, пока они ещё не готовы, Фридрих II уже в феврале выслал Воберснова для разрушения русских магазинов в Познани, а сам 10 июля занял лагерь у Шмотзейфена, господствовавший над дорогами из Лузации в Силезию. С 44 тыс. человек он был готов принять битву против 77 тыс. человек, но Даун и не думал о нападении.
8 (19) мая 1759 года главнокомандующим российской армией, сосредоточенной на тот момент в Познани, вместо В. В. Фермора был неожиданно назначен генерал-аншеф П. С. Салтыков. (Причины отставки Фермора не до конца ясны, известно, однако, что Санкт-Петербургская конференция неоднократно выражала неудовольствие отчётами Фермора, их нерегулярностью и запутанностью, Фермор не мог отчитаться в расходовании значительных сумм на содержание войска. Возможно, на решение об отставке повлияли и нерешительный исход сражения при Цорндорфе и неудачные осады Кюстрина и Кольберга). 7 июля 1759 года сорокатысячная русская армия выступила на запад к реке Одер, в направлении города Кросен, намереваясь там соединиться с австрийскими войсками. Дебют нового главнокомандующего был удачен: 23 июля в сражении при Пальциге (Кае) он наголову разбил двадцативосьмитысячный корпус прусского генерала Веделя. 3 августа 1759 г союзники встретились в городе Франкфурт-на-Одере, за три дня перед этим занятом российскими войсками.
В это время прусский король с армией 48 000 человек, располагавшей 200 орудиями, двигался на встречу с противником с юга. 10 августа он переправился на правый берег реки Одер и занял позицию восточнее селения Кунерсдорф. 12 августа 1759 года произошло прославленное сражение Семилетней войны — Кунерсдорфское сражение. Фридрих был наголову разбит, из 48-тысячной армии у него, по собственному признанию, не осталось и 3 тысяч солдат. «По правде говоря, — писал он своему министру после битвы, — я верю в то, что всё потеряно. Гибели моего Отечества я не переживу. Прощайте навсегда». После победы при Кунерсдорфе союзникам оставалось лишь нанести последний удар, взять Берлин, дорога на который была свободна, и тем принудить Пруссию к капитуляции, однако разногласия в их стане не позволили им использовать победу и закончить войну. Вместо наступления на Берлин, они увели свои войска прочь, обвиняя друг друга в нарушении союзнических обязательств. Сам Фридрих назвал своё неожиданное спасение «чудом Бранденбургского дома». Фридрих спасся, но неудачи продолжали преследовать его до конца года: 20 ноября австрийцам, совместно с имперскими войсками, удалось окружить и принудить к позорной, без боя, сдаче 15-тысячный корпус прусского генерала Финка при Максене.
Тем временем, принц Фердинанд Брауншвейгский одержал 1 августа 1759 года победу при Миндене над соединенными силами Контада и Брольи; французы потеряли крепость Мюнстер и расположились на зимние квартиры на Майне и Рейне.
Тяжёлые поражения 1759 года побудили Фридриха обратиться к Великобритании с инициативой созыва мирного конгресса. Британцы поддержали её тем охотней, что они, со своей стороны, считали основные цели в этой войне достигнутыми. 25 ноября 1759 года, через 5 дней после Максена, представителям России, Австрии и Франции было передано в Рысвике приглашение на мирный конгресс. Франция сигнализировала своё участие, однако, дело кончилось ничем из-за непримиримой позиции, занятой Россией и Австрией, рассчитывавшими использовать победы 1759 года для нанесения Пруссии завершающего удара в кампании следующего года.

## 1760 год: Пиррова победа Фридриха при Торгау
Война, таким образом, продолжалась. В 1760 году Фридрих с трудом довел численность своей армии до 120 000 солдат. Франко-австро-российские войска к этому времени насчитывали до 220 000 солдат. Однако, как и в прежние годы, численное превосходство союзников было сведено на нет отсутствием единого плана и несогласованности в действиях.
26 июля началось наступление русских к Бреслау. Даун наблюдал за Фридрихом II y Дрездена, а принц Генрих с другой прусской армией поджидал русских у Сагана. Между тем командующий второй австрийской армией, Лаудон, вторгся с 40 тыс. человек в Силезию, окружил корпус генерала Фукэ у Ландсгута и 23 июня 1760 года принудил его сдаться. Сделавшись после этого командующим силезской армии, независимым от Дауна, Лаудон осадил крепость Глац и 26 июля принудил её сдаться. 31 июля Лаудон появился под Бреслау, тщетно требовал сдачи города у коменданта Тауэнцина и, узнав, что русских нельзя ждать раньше, как дней через десять, а принц Генрих уже под Глогау, 4 августа 1760 года отступил на Стригау. Принц Генрих действительно спешил на выручку города, 6 августа подошел к Бреслау и занял авангардом позицию, удобную для его прикрытия. В тот же день Салтыков подошел к Бреслау, заключил слишком поспешно, что принц Генрих прочно укрепился в городе, и двинулся вниз по Одеру к Лейбусу, уже занятому русскими войсками, в надежде на соединение с Лаудоном.
Прусский король, пытаясь воспрепятствовать действиям австрийцев в Силезии 1 августа 1760 года переправил свою тридцатитысячную армию через Эльбу и, при пассивном преследовании австрийцев, к 7 августа прибыл в район Лигница. Вводя в заблуждение более сильного противника (у фельдмаршала Дауна к этому времени было около 90 000 солдат), Фридрих II вначале активно маневрировал, а затем решил прорваться к Бреслау. Пока Фридрих и Даун взаимно изматывали войска своими маршами и контрмаршами, австрийский корпус генерала Лаудона 15 августа в районе Лигница внезапно столкнулся с прусскими войсками. Фридрих II неожиданно атаковал и разбил корпус Лаудона. Австрийцы потеряли до 10 000 убитыми и 6 000 плененными. Фридрих, потерявший в этом сражении около 2 000 человек убитыми и ранеными, сумел вырваться из окружения. 21 августа Фридрих стоял уже под Бреслау. План совместных операций русских с австрийцами рушился, Салтыков, по болезни, сдал командование графу Фермору.
Едва избежав окружения, прусский король чуть не потерял собственную столицу. 3 октября (22 сентября) 1760 г деташемент генерал-майора Тотлебена штурмовал Берлин. Штурм отбит и Тотлебену пришлось отойти к Кёпенику, где дожидаться назначенных в подкрепление корпусов генерал-поручика З. Г. Чернышёва (усилен 8-тысячным корпусом Панина) и австрийского корпуса генерала Ласси. Вечером 8 октября на военном совете в Берлине ввиду подавляющего численного превосходства противника было принято решение об отступлении, и той же ночью прусские войска, защищавшие город, уходят к Шпандау, оставив в городе гарнизон в качестве «объекта» капитуляции. Гарнизон принёс капитуляцию Тотлебену, как генералу, первым осадившему Берлин. Преследование противника перенимают корпус Панина и казаки Краснощёкова, им удается разбить прусский арьергард и захватить более тысячи пленных. Утром 9 октября 1760 года русский отряд Тотлебена и австрийцы (последние в нарушение условий капитуляции) вступили в Берлин. В городе были захвачены орудия и ружья, взорваны пороховые и оружейные склады. На население была наложена контрибуция. При известии о приближении Фридриха с основными силами пруссаков, союзники, по приказанию командования, оставили столицу Пруссии.
Получив в пути известие об оставлении русскими Берлина, Фридрих повернул в Саксонию. В то время, как он вёл военные действия в Силезии, Имперской армии («цесарцам») удалось вытеснить оставленные в Саксонии для заслона слабые силы пруссаков, Саксония потеряна для Фридриха. Этого он допустить никак не может: людские и материальные ресурсы Саксонии позарез необходимы ему для продолжения войны. 3 ноября 1760 у при Торгау состоится последнее крупное сражение Семилетней войны. Его отличает невероятная ожесточённость, победа клонится то на одну, то на другую сторону несколько раз в течение дня. Австрийский командующий Даун успел отправить гонца в Вену с вестью о разгроме пруссаков и лишь к 9 вечера становится ясно, что он поторопился. Фридрих выходит победителем, однако, это Пиррова победа: за один день он теряет 40 % своей армии. Восполнить подобные потери он более не в состоянии, в последний период войны он вынужден отказаться от наступательных действий и предоставить инициативу своим противникам в надежде, что они, по своей нерешительности и неповоротливости, не смогут ей, как следует, воспользоваться.
На второстепенных театрах войны противникам Фридриха сопутствуют некоторые успехи: шведам удаётся утвердиться в Померании, французам — в Гессене. Тем временем борьба между принцем Фердинандом и маршалом Брольи затянулась и осталась нерешенной. К концу 1760 г. ганноверская армия удерживала за собой Вестфалию, французская — Гессен и часть Ганновера.

## 1761—1763 годы: второе «чудо Бранденбургского дома»
14 мая 1761 года новый российский главнокомандующий Бутурлин получил приказание двинуться с российскими главными силами в Силезию, где соединиться с Лаудоном, а отдельный корпус Румянцева направить для осады Кольберга.
Между тем Фридрих II решил двинуться из Мейсена в Силезию, оставив принца Генриха в Саксонии для противодействия Дауну; о намерениях союзников он узнал из тайных сношений с Тотлебеном. Ему удалось предупредить Лаудона, который не решился пробиться к Одеру путем битвы и предложил русским перейти Одер у Лейбуса, а сам обещал искать соединения с ними в окрестностях Лигница. 13 августа Бутурлин перешел через Одер у Лейбуса. Фридрих II не решился задержать его движение, и он 25 августа соединился с австрийцами у Гогенфридберг. Союзники не решились, однако, атаковать, а так как по недостатку фуража обе армии не могли долее стоять вместе, то военный совет 3 сентября постановил отступить. Осада Фридриха II в лагере у Бунцельвица продолжалась с 25 августа по 10 сентября. С 9 декабря король расположился на зиму в Бреслау. Лаудон воспользовался отсутствием короля, чтобы 1 октября взять штурмом крепость Швейдниц. Успехом увенчались в 1761 году и операция Румянцева против Кольберга. Но к середине октября 1761 года окончательно выяснились неодолимые препятствия в доставке запасов на всю русскую армию в Померанию, вследствие чего Бутурлин решил отступить за Вислу.

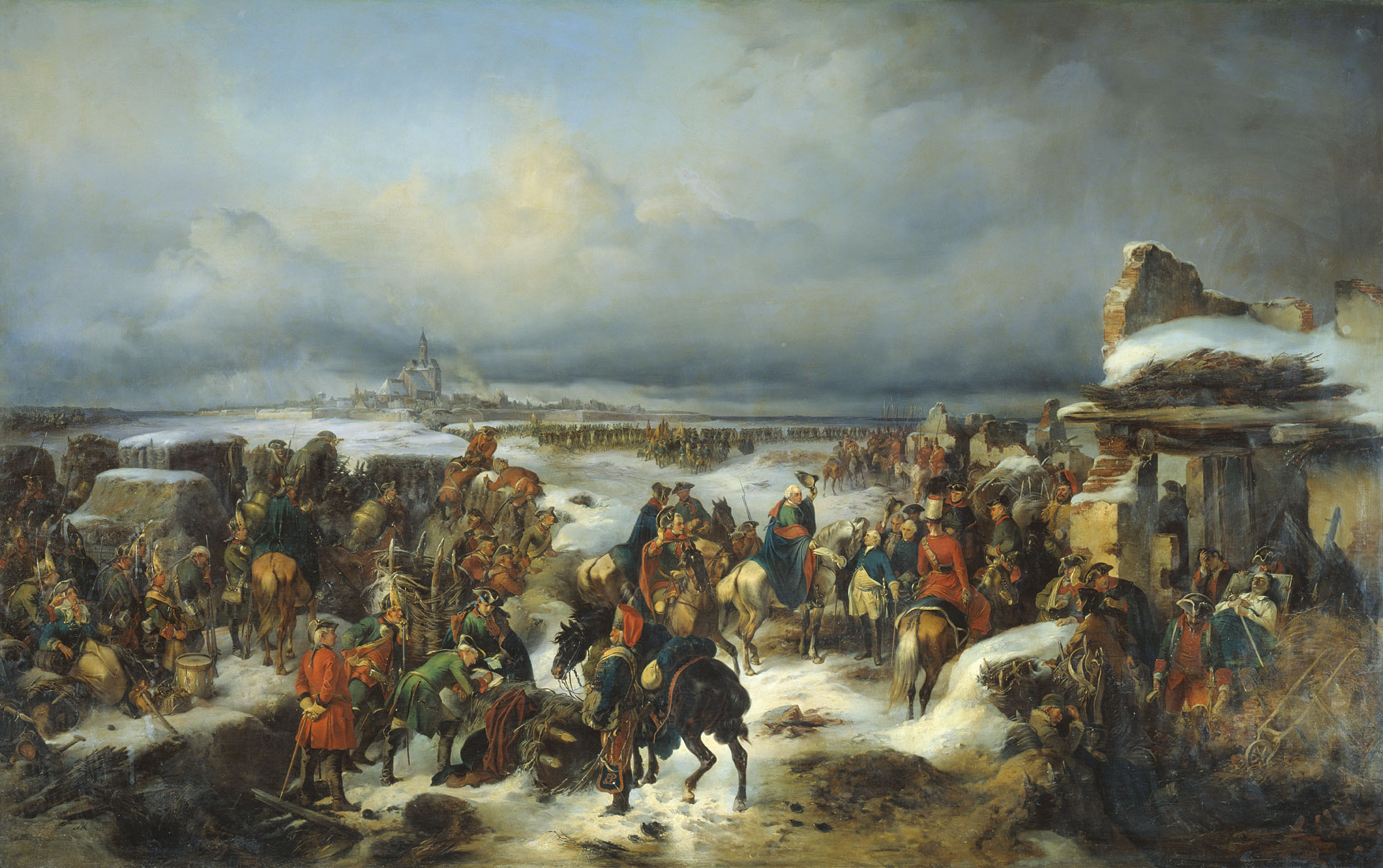
Художник А. Коцебу. «Взятие крепости Кольберг в ходе Семилетней войны». Холст, масло. 1852 год. 226х352 см
На картине изображено взятие крепости русскими войсками в 1761 году.

Франция выставила в 1761 году армию маршала Субиза на Нижнем Рейне и армию маршала Брольи на Майне. Фердинанд Брауншвейгский 15 февраля вытеснил саксонцев и французов из зимних квартир у Лангензальцы и осадил Кассель; но герцог Брольи 21 марта разбил отряд союзников при Грюнберге, заставил их снять осаду Касселя и двинулся на соединение с Субизом. 15 июля Брольи атаковал принца Фердинанда, не дожидаясь Субиза, и 16 июля потерпел вследствие этого поражение при Фелинггаузене. В конце концов майнская армия отступила к Касселю и на Верру, а Субиз — к реке Рур и даже за Рейн.
Никто в Европе, не исключая самого Фридриха, в это время не верит, что Пруссии удастся избежать поражения: ресурсы маленькой страны несоизмеримы с мощью её противников, и, чем дальше война продолжается, тем большее значение приобретает этот фактор. И вот тогда, когда Фридрих уже активно зондирует через посредников возможности начала мирных переговоров, умирает его непримиримая противница, императрица Елизавета Петровна, заявившая однажды о своей решимости продолжать войну до победного конца, даже если бы ей пришлось для этого продать половину своих платьев. 5 января 1762 года на российский престол взошёл Пётр III, который спас от поражения Пруссию, заключив Петербургский мир с Фридрихом, своим давним кумиром. В результате, Россия добровольно отказалась от всех своих приобретений в этой войне (Восточная Пруссия с Кёнигсбергом, жители которой, в том числе Иммануил Кант, уже присягнули на верность русской короне) и предоставила Фридриху корпус под началом графа З. Г. Чернышёва для войны против австрийцев, своих недавних союзников. Понятно поэтому Фридрих так заискивал перед своим российским поклонником, как никогда и не перед кем иным в своей жизни. Последнему, впрочем, требовалось немного: званием прусского полковника, пожалованным им Фридрихом, чудаковатый Пётр гордился больше, чем российской императорской короной.
Политика Петра III вызвала возмущение в русском обществе, способствовала падению его популярности и, в конечном итоге, его свержению. Не мир с Пруссией как таковой, но мир на заключённых Петром условиях выглядел как оскорбление понесённых в войне жертв. Пётр был отстранен от власти и вскоре умер при невыясненных обстоятельствах. Свергнувшая его Екатерина II расторгла союзный договор с Пруссией и отозвала корпус Чернышёва, но войну вновь не объявила, подтвердив мир, заключённый её супругом.
В июне 1762 года Фридрих II насчитывал у принца Генриха в Саксонии 34 тыс. человек против 50 тыс. австрийцев, у себя самого — 90 тыс. человек против 80 тыс. человек Дауна. 1 июля Фридрих II из крестностей Бреслау и двинулся к Швейдницу. 21 июля пруссаки очистили от австрийцев часть высот у Буркерсдорфа, тогда вся армия Дауна отошла от Швейдница. С 7 августа началась правильная осада крепости; её обороной заведовал инженер Грибоваль. 9 октября весь гарнизон Швейдница сдался военнопленным. 1 ноября король двинулся в Саксонию, где принц Генрих, не дожидаясь подкреплений от брата, один 29 октября напал на смешанный корпус имперцев и австрийцев, стоявший под начальством принца Штольберга у Фрейберга, разбил его и отбросил за речкой Мульде.
В ноябре 1762 года прусский генерал Клейст вторгся в Франконию, чтобы запугать имперские чины и заставить их отозвать свои войска из австрийского лагеря; взяв контрибуции с Бамберга и Нюрнберга, Клейст в декабре отступил перед саксонскими войсками на зимние квартиры. В Саксонии между пруссаками и австрийцами было 24 ноября подписано перемирие в Вильсдруфе.
Во главе французской армии в Гессене в 1762 г. стояли герцог д’Эстре и, в качестве его помощника, принц Субиз; второй армией на Нижнем Рейне командовал молодой принц Кондэ. Принц Фердинанд Брауншвейгский разбил главную французскую армию 24 июня у Вильгельмсталя и 23 июля у Луттернберга. Хотя наследный принц Брауншвейгский потерпел затем 30 августа поражение у Фридберга (близ Наугейма) и не мог помешать принцу Кондэ соединиться с армией герцога д’Эстре, но новое наступление французов по верхнему Лану было задержано победой принца Фердинанда 21 сентября у Брюкермюлэ и Амёнебурга на Оме (приток Лана). С 17 октября Фердинанд Брауншвейгский начал правильную осаду Касселя; 1 ноября крепость сдалась на капитуляцию. 15 ноября маршалы д’Эстре и Субиз, с одной стороны, и принц Фердинанд Брауншвейгский, с другой, заключили перемирие на реке Оме.